# Arthrographie

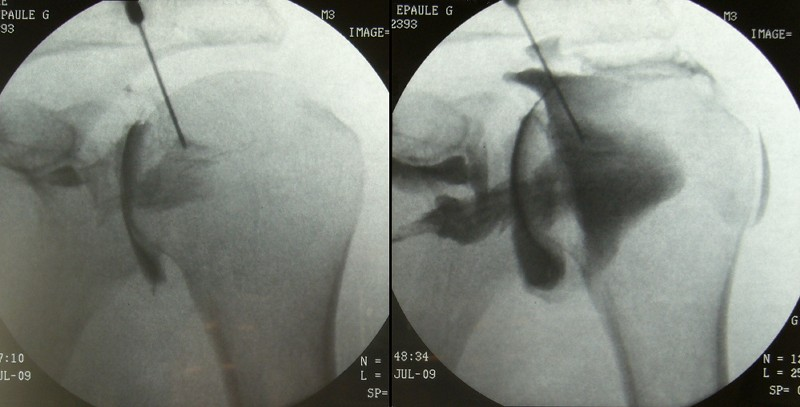
Arthrographie d'une épaule gauche.

L'arthrographie est une radiographie avec préparation. La préparation consiste à faire pénétrer une substance opaque aux rayons X dans l'articulation que l'on désire explorer radiologiquement notamment pour détecter des anomalies dans la capsule articulaire. Après l'injection du produit de contraste (iodés) dans l'articulation, on prend des cliches de celle-ci de face, de profil ou oblique avec plusieurs degrés d'inclinaison.
L'arthrographie est utilisée essentiellement pour les articulations suivantes : 
- L'épaule
- Le genou
- La hanche
- La cheville
- Le poignet
- Le coude

L'indication de cette technique radiologique est restreinte depuis l'apparition de l'arthroscopie et surtout de l'IRM.